# Magisk realism
Magisk realism är en stilart inom konst, litteratur och film som kan beskrivas som förhöjd verklighet. När det gäller prosa, film och TV-serier är den tillsammans med bland annat skräck, science fiction, folklore och fantasy en subgenre till spekulativ fiktion. Den realistiska skildringen kryddas med drömlika, magiska, absurda och/eller övernaturliga inslag.

## Magisk realism inom måleriet
Termen magisk realism användes första gången 1925 av den tyske konstkritikern och fotografen Franz Roh. Efter en konstutställning i Mannheim publicerade han en essä om post-expressionism, där han kännetecknade målningarnas stil som magischer Realismus. Två år senare översattes hans essä till spanska i tidskriften Revista de Occidente och begreppet löd realismo mágico. Den magiska realismen gestaltar sammansmältningen av en gripbar, synlig, rationell verklighet och en hallucinatorisk, drömliknande verklighet. Den utgör en "tredje realitet", en syntes av välbekanta verkligheter.

### Företrädare inom måleriet
- Paul Cadmus
- George Tooker
- Felice Casorati
- Antonio Donghi
- Marcela Donoso
- Gian Paolo Dulbecco
- Jared French
- Edward Hopper
- Frida Kahlo
- Franz Radziwill (1895–1983)
- Carel Willink

## Magisk realism inom litteraturen
Begreppet beskrev ursprungligen enbart postexpressionistiska målningar, men fick snart fäste bland intellektuella i Buenos Aires och blev efter häftiga diskussioner (från 1960-talet till 1990-talet) även använt om en del av den latinamerikanska litteraturen.
Inom litteraturen är ramberättelsen förlagd till verkliga platser i tid och rum. Under 1900-talet är det framförallt latinamerikansk litteratur, med företrädare som Gabriel García Márquez, Jorge Luis Borges, Miguel Ángel Asturias och Isabel Allende, som associeras med begreppet. Den kubanske författaren Alejo Carpentier föredrog begreppet lo real maravilloso ("Den underbara verkligheten") vilket många ser som synonymt med magisk realism. Vissa afrikanska författare, exempelvis moçambikiern Mia Couto och nigerianen Ben Okri, anses också skriva magiskt-realistiskt. Inslag av magisk realism finns även i verk av Italo Calvino, Kobo Abe, Günter Grass, Ernst Jünger, Salman Rushdie, Toni Morrison, Kate Atkinson, Neil Gaiman, Angela Carter, Alice Hoffman och den japanske författaren Haruki Murakami. Exempel på magisk realism inom svenskspråkig litteratur är Selma Lagerlöf, Majgull Axelssons Aprilhäxan och många av John Ajvide Lindqvists , Marianne Fredrikssons och Peter Nilsons romaner.

### Karaktäristik
- Placering i den verkliga världen – Berättelser inom magisk realism utspelar sig inte i fantasivärldar utan i den igenkännliga verkligheten.
- Overkliga händelser beskrivs på ett självklart sätt – Gestalterna ifrågasätter inte de overkliga situationer de befinner sig i.
- Situationer och händelser som trotsar logik – Till exempel Toni Morrisons roman Älskade där en förrymd slav flyttar in i ett hus där anden efter ett barn som dog för länge sen bor.
- Myter och legender – Berättelser grundade på mytologi, folklore, religiösa parabler, allegorier och vidskepelser.
- Historiskt sammanhang och samhällsskildring – Till exempel Midnattsbarnen av Salman Rushdie.
- Uppbruten kronologi – Till exempel Hundra år av ensamhet av Gabriel García Márquez där gestalter rör sig fram och tillbaka i tiden.[3]

### Företrädare inom litteraturen

#### Europa
| - Majgull Axelsson - Ingeborg Bachmann - Massimo Bontempelli - Suzanne Brøgger - Michail Bulgakov - Italo Calvino - Mircea Cărtărescu - Johan Daisne - Günter Eich - Mircea Eliade | - Marianne Fredriksson - Günter Grass - William Heinesen - Eugène Ionesco - Hans Henny Jahnn - Ernst Jünger - Hermann Kasack (1896–1966) - Alfred Kubin - Hermann Lenz - John Ajvide Lindqvist | - Dimitris Lyacos - Ib Michael - Peter Nilson - Leo Perutz - Morten Ramsland - Salman Rushdie - Bruno Schulz - Patrick Süskind - Göran Tunström |

#### Afrika
- Mia Couto
- Ben Okri
- Amos Tutuola

#### USA
- Giannina Braschi
- Jonathan Safran Foer
- Toni Morrison

#### Latinamerika
| - Isabel Allende - Mário de Andrade - Miguel Ángel Asturias - Jorge Luis Borges - Alejo Carpentier - Julio Cortázar | - Carlos Fuentes - Manuel Mujica Lainez - Gabriel García Márquez - Augusto Roa Bastos - Juan Rulfo |

#### Kina
- Mo Yan

#### Japan
- Haruki Murakami
- Banana Yoshimoto

#### Mellanöstern
- Salim Barakat
- Shokoofeh Azar

#### Indien
- Salman Rushdie

## Magisk realism inom filmen
Inom filmen kännetecknas många av Ingmar Bergmans filmer av magisk realism.